# Щёлкин, Кирилл Иванович
Кири́лл Ива́нович Щёлкин (имя при рожд. Киракос Ованесович Метаксян; 4 [17] мая 1911, Тифлис, — 8 ноября 1968, Москва) — первый научный руководитель и главный конструктор ядерного центра Челябинск-70 (Снежинск, c 1992 года РФЯЦ-ВНИИТФ — Российский федеральный ядерный центр — Всероссийский научно-исследовательский институт технической физики), трижды Герой Социалистического Труда.
Член-корреспондент АН СССР (с 23 октября 1953 года, отделение физико-математических наук). Специалист в области горения и детонации и роли турбулентности в указанных процессах (именно ему принадлежит формулировка теории спиновой детонации), в научной литературе известен термин «зона турбулентного пламени по Щёлкину».

## Биография

### Происхождение
Родился 17 мая 1911 года в Тифлисе. Как пишет Нижегородская Биографическая Энциклопедия, настоящее имя — Метаксян Киракос Ованесович. По некоторым данным, мать по национальности — русская, а отец — армянин. Отец умер в 1926 году и похоронен на армянском кладбище г. Белогорска (Карасубаза́р, Крым).
Происхождение Щёлкина является предметом дискуссий, так как в отличие от других учёных, о нём изначально было известно очень мало, что вероятно связано с засекречиванием данных. Из-за этого в литературе сообщались разные версии о происхождении. По одной из них, оба родителя русские. Отец — землемер Иван Ефимович Щёлкин, уроженец города Красный Смоленской губернии. Мать — Вера Алексеевна Щёлкина (дев. Жикулина), уроженка Курской губернии, учительница. По запросу «Российской газеты» сотрудники Государственного архива Смоленской области нашли родовые корни отца Кирилла Щёлкина. В фондах Духовной консистории в метрической книге Успенской церкви города Красный Смоленской губернии за 1881 год обнаружена запись № 9 о рождении 24 февраля и крещении 26 февраля младенца Ивана, что подтверждает русские этнические корни по отцовской линии.
Иные источники пишут об армянском происхождении учёного; эти утверждения также оспариваются, в том числе и в армянских источниках.

### Научная деятельность
В 1924—1928 годах учился в Карасубазаре, где находится мемориал в его честь. В 1932 году закончил физико-технический факультет Крымского государственного педагогического института.
С 1932 по 1935 годы учился на инженерно-физическом факультете Ленинградского политехнического института (в то время — Ленинградского Индустриального института) и одновременно был слушателем аспирантских курсов. C 1935 работал в Институте химической физики (ИХФ) АН СССР (г. Ленинград).
Член ВКП(б) с 1940 года. С июля 1941 по февраль 1942 — на фронте (пошёл добровольцем), рядовой 7-й гвардейской стрелковой дивизии. Отозван из действующей армии для продолжения научной работы в ИХФ, который был эвакуирован в Казань.
Первые его исследования были посвящены предотвращению взрыва метана в каменноугольных шахтах, подавлению детонации топливной смеси в рабочих цилиндрах двигателей внутреннего сгорания. Основатель теории спиновой детонации: предложил механизм обратной связи через турбулентность для ускорения пламени, приводящий к переходу горения в детонацию в трубах; исследовал взаимодействие турбулентности с пламенем, дал формулу скорости турбулентного пламени, выявил роль турбулентности в возникновении детонации и показал зависимость скорости от степени шершавости стенок, что заставило пересмотреть классическую теорию детонации. Внёс вклад в теорию горения, исследовав влияние турбулентности на режимы распространения пламени в каналах с помощью искусственно вносимой шероховатости. Исследовал также структуру детонационной волны, показав, что спиновая детонация является предельным случаем пульсирующей, связанной с неустойчивостью фронта, прямой детонационной волны; обосновал наличие такой неустойчивости и дал приближённый критерий её возникновения.
Диссертацию (тема — газодинамика горения) на соискание учёной степени кандидата технических наук защитил в 1938, докторскую — в 1945 (оппонентами явились будущие академики — основоположник теории воздушно-реактивных двигателей Б. C. Стечкин, выдающийся физик-теоретик Л. Д. Ландау и крупнейший аэродинамик С. А. Христианович), стал профессором физико-математических наук в 1947 году.
Именно Щёлкин расписался «в получении» первого советского атомного взрывного устройства РДС-1 из сборочного цеха. Потом над ним подшучивали: а куда ты дел бомбу, за которую расписался? В документах полигона до сих пор значится, что за «изделие» (следует номер и шифр) ответственен К. И. Щёлкин. Именно он 29 августа 1949 года на Семипалатинском испытательном полигоне вложил инициирующий заряд в плутониевую сферу первого советского атомного взрывчатого устройства РДС-1. Именно он вышел последним и опломбировал вход в башню с РДС-1. Именно он нажал кнопку «Пуск».
С 1944 заведующий лабораторией турбулентного горения, в 1947—1952 начальник научно-исследовательского сектора и первый заместитель главного конструктора, в 1952—1955 первый заместитель научного руководителя и главного конструктора КБ-11. В 1955—1960 научный руководитель и главный конструктор НИИ-1011
По итогам испытания первого советского ядерного устройства группа учёных, конструкторов и технологов была удостоена званий Героя Социалистического Труда (И. В. Курчатов, В. И. Алфёров, Н. Л. Духов, Я. Б. Зельдович, П. М. Зернов, Ю. Б. Харитон, Г. Н. Флёров, К. И. Щёлкин) и лауреата Сталинской премии первой степени. Ветераны-атомщики шутили, что при представлении к наградам исходили из простого принципа: тем, кому в случае неудачи уготован расстрел, при успехе присваивать звание Героя; обречённым при провале на максимальное тюремное заключение в случае удачного исхода давать орден Ленина, и так далее по нисходящей.
Всего в октябре 1949 Сталинских премий были удостоены 176 учёных и инженеров, а в декабре 1951 года после второго успешного испытания 24 сентября 1951 (уже уранового заряда) — ещё 390 участников атомного проекта. В 1954 К. И. Щёлкин получил Героя в третий раз совместно с И. В. Курчатовым, Ю. Б. Харитоном, Б. Л. Ванниковым и Н. Л. Духовым за создание серии советских атомных зарядов.
В 1959 перенёс несколько сердечных приступов, из-за пошатнувшегося здоровья в следующем году ушёл в отставку и на пенсию по инвалидности.
В 1960 году переехал в Москву, работал заведующим кафедрой горения и профессором в Московском физико-техническом институте, читал лекции студентам, а также научно-популярные лекции. С 1965 старший научный сотрудник отдела горения конденсированных систем МФТИ.
Его научно-популярные очерки «Физика микромира» выдержали несколько изданий и получили первую премию на всесоюзном конкурсе научно-популярных книг.
Избирался делегатом XXI съезда КПСС (1959), членом Челябинского обкома (1959—1960) и Снежинского горкома партии (1958—1960), депутатом Выборгского (Ленинград) районного (1939), Саровского (1954) и Снежинского городского Советов депутатов трудящихся (до 1960 года).
Похоронен на Новодевичьем кладбище (участок № 6).
Его сын — Феликс, стал физиком-ядерщиком, занимался разработкой ядерного оружия. Дочь — Анна, биофизик.

## Награды
- Трижды Герой Социалистического Труда (1949, 1951, 1954).
- Ленинская премия (1958)
- Сталинская премия первой степени (1949) — заместитель главного конструктора атомной бомбы
- Сталинская премия первой степени (1951) — за разработку конструкции изделий РДС с уменьшенным весом и разработку конструкции с составным зарядом
- Сталинская премия первой степени (1953) — за научно-техническое руководство созданием изделий РДС-6с, РДС-4 и РДС-5
- Награждён четырьмя орденами Ленина, в том числе № 115828 с первой звездой Героя Социалистического Труда 1949 года и № 324428 Указ Президиума Верховного Совета СССР от 11.IX.1956 года, орденами Трудового Красного Знамени (№ 270290) и Красной Звезды (№ 1550819), а также медалями.

## Память
- Почётный гражданин г. Снежинска (звание присвоено 31 октября 1967).
- В честь Щёлкина назван город Щёлкино в Ленинском районе Крыма, основанный в октябре 1978 как посёлок строителей Крымской АЭС и проспект в Снежинске. В Снежинске также установлены две мемориальные доски по адресам: пр. Щёлкина, 17/42 и ул. Ленина, 12.
- 24 мая 2011 года в Снежинске открыт первый памятник в России Щёлкину К. И., скульптор Гилёв К. А.
- Бронзовый бюст Щёлкина в 1982 году был установлен на родине в Тбилиси. В 2009 году бюст был убран грузинскими властями[24].
- В 2011 году была выпущена почтовая марка России, посвященная Щелкину.
- Городская школа № 1 Белогорска (Карасубазар) в Крыму носит имя К. И. Щёлкина.
- 30 декабря 2018 года в Ереване открыт базальтовый бюст К. И. Щёлкина (скульптор Гетик Багдасарян).
- Медаль им. Щёлкина К. И. (70 лет взрыва первой советской атомной бомбы). 2019 год, Москва

- Мемориальная доска К. И. Щёлкину в Снежинске. Улица Ленина, 12
- Бюст К. И. Щёлкина в городе Щёлкино
- Могила на Новодевичьем кладбище
- Памятник К. И. Щёлкину в Снежинске
- Памятник К. И. Щёлкину в Ереване
- Мемориальная доска Щёлкину в городе Щёлкино.
- Марка почты России, 2011 год